# Franciscus Mercurius van Helmont

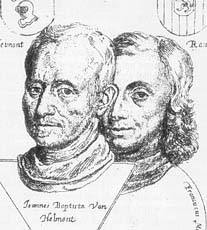
Franciscus Mercurius van Helmont tillsammans med sin far.

Franciscus Mercurius van Helmont, född (döpt den 20 oktober) 1614 i Vilvorde, död 1699, var en belgisk vetenskapsman. Han var son till Jan Baptist van Helmont. 
van Helmont studerade nästan alla vetenskaper, reste vida omkring, men var dock mest bosatt i Amsterdam. Han är mest känd genom sin skrift Alphabeti veri naturalis hebraici brevissima delineatio (1667), där han påstår, att hebreiska språket vore mest tjänligt att lära döva tala, på grund av att varje bokstav där har den form, som stämbanden antar, då man uttalar denna. 